# Čievččájávri
Čievččájávri eller Tsievttsajavri eller Tshiutsnajävri är en sjö i Finland. Den ligger i kommunen Enare i landskapet Lappland, i den norra delen av landet, 1 000 km norr om huvudstaden Helsingfors. Čievččájávri ligger 216 meter över havet. Omgivningarna runt Čievččájávri är i huvudsak ett öppet busklandskap. Arean är 65,3 hektar och strandlinjen är 4,22 kilometer lång. Sjön  ingår i Neidenälvens huvudavrinningsområde. 